# 武汉市九峰山革命公墓
武汉市九峰山革命烈士陵园，亦称武汉市九峰山革命公墓，1956年提议修建，用于安葬、存放革命烈士和高级干部骨灰。1965年补充规定可安放政府机关副处级以上干部、副教授以上知识分子和社会知名人士骨灰。目前安葬者达2000余人。